# Mecomycter omalinus
Mecomycter omalinus is een keversoort uit de familie Mauroniscidae. De wetenschappelijke naam van de soort is voor het eerst geldig gepubliceerd in 1882 door Horn.